# Житловий комплекс «Монте-Плаза»
Житловий комплекс «Монте-Плаза» — комплекс трьох 27-поверхових хмарочосів у Харкові, просп. Науки. Будівля є одним з найвищих хмарочосів міста.

## Характеристики
- монолітно-каркасний тип будівлі (заповнення газосилікатніими блоками);
- зовнішня обробка: минераловатная теплоізоляція ROCKWOOL, навісний вентильований фасад системи «СКАНРОК»;
- 1,2 поверхів: торгові і офісні приміщення;
- система протипожежного захисту, сигналізації і пожежогасінні;
- сучасні безшумні швидкісні ліфти «OTIS»;
- автономна котельня;
- підземний 2-рівневий паркінг;
- можливість вільного планування квартир;
- висота стелі 3,1 м;
- встановлені 2-х камерні склопакети;
- вхідні протиударні двері з антивандальним покриттям;
- настінні конвектори зі вбудованими терморегуляторами;
- прилади обліку електроенергії і водозабезпечення